# Chameleion xanthophyllus
Chameleion xanthophyllus là một loài rêu trong họ Calymperaceae. Loài này được Mitt. L.T. Ellis & A. Eddy mô tả khoa học đầu tiên năm nd.